# Mary Everest Boole
Mary Everest Boole (Wickwar, 11 marzo 1832 – Middlesex, 17 maggio 1916) è stata una matematica e filosofa britannica.

## Biografia
Mary Everest nacque nel 1831 nella Gran Bretagna vittoriana. Durante la sua infanzia trascorse qualche anno in Francia dove ricevette la prima istruzione matematica da un maestro francese. Crebbe in una famiglia benestante, ma dovette affrontare vicissitudini e ostacoli durante la sua vita, lottò per inserirsi nel panorama culturale della sua epoca e l’impossibilità di accedere all’università fu un grande intralcio per la sua formazione. Grazie alle conoscenze della sua famiglia riuscì a formarsi da autodidatta.
Conobbe nel 1850 George Boole, si sposarono dopo qualche anno ed ebbero cinque figlie. Boole aiutò la moglie a completare la sua formazione matematica coinvolgendola nella redazione di un suo trattato.
Dopo la morte inattesa e prematura del marito, Mary Everest Boole indirizzò i suoi sforzi ad una ricerca in grado di conciliare la sua passione scientifica e le sue radicate convinzioni religiose, ma il progresso scientifico in quel periodo appariva in molti ambiti in conflitto con la spiritualità e le credenze che ruotavano attorno alla Bibbia. La sua posizione risultò indigesta e venne spesso tacciata di confusione e di apertura verso l’irrazionalismo. Mary Everest Boole pensava che mostrare ai ragazzi conoscenze e spiegazioni scientifiche già pronte, nascondendo loro il cammino seguito per raggiungerle, avrebbe rovinato la potenza pedagogica delle scienze. Affermava che preparare i bambini alla scienza significava farsi carico dell’impatto, dell’importanza dei concetti e delle teorie scientifiche su un giovane che ragiona, osserva, si muove e che si fa delle idee sul mondo. “È un errore supporre che l’unica preparazione alla scienza necessaria o possibile sia un insegnamento precoce delle cosiddette materie scientifiche. Un atteggiamento precoce è molto più importante di un insegnamento precoce.” Secondo il suo pensiero l’avanzamento della scienza doveva risultare un continuo mettersi in discussione. Il suo intento fu quello di mostrare quanto era importante offrire ai più piccoli una visione umanistica dell'attività scientifica attraverso la scoperta, l'immedesimazione, la meraviglia e la bellezza di fronte a concetti che spingono il pensiero oltre il senso.
I suoi libri si distinguono per un linguaggio diretto ed efficace, frutto dell’esperienza di madre e di studiosa che mostra proposte concrete di scienza ancora attuali. La Everest scrive molti saggi su come rinnovare l'insegnamento delle scienze e propone alternative ai metodi tradizionali. È del 1904 il saggio più conosciuto, “The Preparation of the Child for Science”, in cui suggerisce un atteggiamento genuino verso le scienze, attraverso dialoghi educativi attorno ai problemi scientifici. Nascondere ai bambini il mistero dell'ignoto proprio della scienza e della natura che sfugge all'uomo equivale, per la Everest, a nasconder loro il fascino delle scienze e mortificare il loro istinto di piccoli ricercatori. Nella prefazione del libro, l'autrice introduce i matematici e gli scienziati che, attraverso i loro studi, hanno contribuito al rinnovamento delle scienze, tra questi Babbage, Boole, Chundra e altri. Il volume riguarda la preparazione del bambino alla scienza; secondo la Everest ogni madre deve decidere autonomamente se e in quale misura indurre una condizione scientifica nella mente del bambino. Il primo scopo è che i genitori abbiano una chiara idea di cosa sia la condizione scientifica della mente, il successivo è che conoscano in cosa consista la preparazione ad essa. La mente scientifica si trova in relazione con la verità ancora sconosciuta e in particolare con quella parte che si trova subito prima della conoscenza. Per formare un bambino al metodo scientifico è indispensabile che egli stesso bilanci la naturale curiosità indagatrice e distruttiva e la riverenza spirituale disciplinata. Inizialmente il bambino deve osservare lo sviluppo degli esseri viventi, piante e animali, senza recidere i fiori o sezionare gli animali finché non abbia appreso tutto il necessario sulla vita di questi. Dev’esserci una linea netta tra ciò che l'individuo ha imparato osservando e ciò che ha imparato di seconda mano. Secondo la Boole, il bambino deve fare le sue scoperte in totale autonomia, senza essere suggestionato o condizionato dalle nozioni che l'insegnante e i libri gli hanno inculcato. Il vero insegnante di Scienze si limita a porre domande agli allievi per ricavare informazioni e ulteriori osservazioni da loro, non le fornisce subito. Le risorse utilizzate devono essere il più lontano possibile dall'idea che si stia facendo qualcosa per l'istruzione del bambino, in modo tale che quest'ultimo possa percepire la scoperta come un gioco. Perché i bambini abbiano una relazione positiva con le scienze e perché le possano davvero capire, è necessario che non si pongano loro limiti e soprattutto che non si rimproverino ogni volta che fanno domande.